# Belfast (1814)
La Corbeta Belfast fue un buque de la Armada Argentina partícipe de la Guerra del Independencia. Integró la segunda escuadra de las Provincias Unidas del Río de la Plata, la cual en la campaña de 1814 al mando del comandante Guillermo Brown derrotó a las fuerzas navales realista de Montevideo y posibilitó la captura de la plaza.

## Historia
El Belfast era un mercante inglés.
En el Registro de Lloyd's de 1810 constan 2 naves de ese nombre con aparejo de fragata, una de 1798 con 256 toneladas y un calado de 14 pies, y la restante de 1809 con 290 toneladas y 15 pies de calado, no siendo seguro que alguno haga referencia a la misma nave.

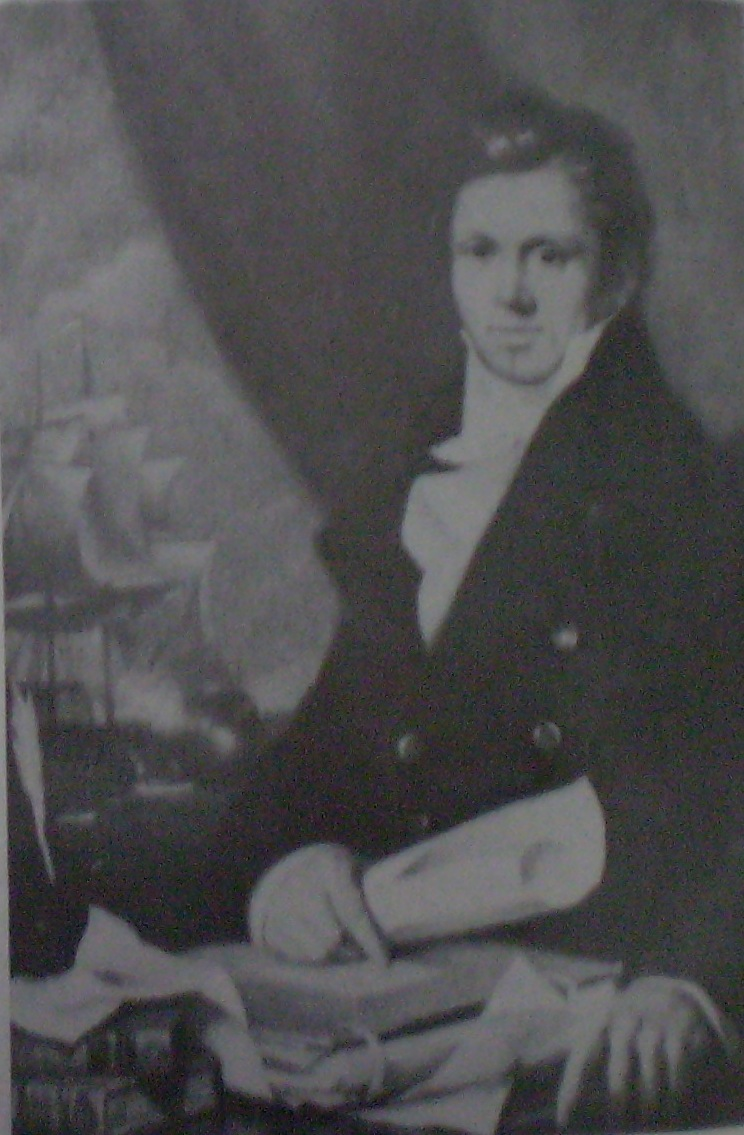
William Porter White.

Arribó a Buenos Aires el 15 de febrero de 1814 al mando del capitán Alejandro McLarne y consignado a Juan McNeile. Fue comprado en el puerto de Buenos Aires en la suma de 22000 pesos por Juan Larrea en representación del gobierno y el comerciante William Porter White, financista y responsable del armado de la nueva escuadra revolucionaria. Se incorporó a la escuadra al mando de Guillermo Brown el 21 de febrero de ese año pero debiendo ser alistada se sumó efectivamente a la flota recién en el mes de abril con el numeral 3, portando 18 cañones de a 12 libras, 2 de a 9 y 2 de a 6, todos en cubierta y mitad por cada banda.
Su primer comandante fue el sargento mayor Oliver Russell, pero al poco tiempo (marzo) al pasar Russell al Céfiro, fue reemplazado por el capitán John Brown y bajo su mando se sumó al bloqueo de Montevideo y participó del Combate naval del Buceo donde capturó la corbeta Neptuno, que al mando del comandante Antonio Miranda era insignia del segundo jefe de la escuadra, el capitán de fragata José de Posadas.
Tras la rendición de la plaza realista el 23 de junio de 1814 e iniciado en agosto el desguace de la escuadra, la Belfast pasó al mando de John King para su desarme previo a entrar en remate con una base de 12000 pesos, de acuerdo a lo dispuesto el 11 de septiembre por el coronel Viana. La orden de remate alcanzaba también a las corbetas Agradable (12000 pesos) y Neptuno (10000). El 19 de septiembre salieron a remate pero el 25 de ese mes este se suspendió y los tres buques fueron vendidos directamente por 30000 pesos a Manuel Lourenço, testaferro de William Porter White.

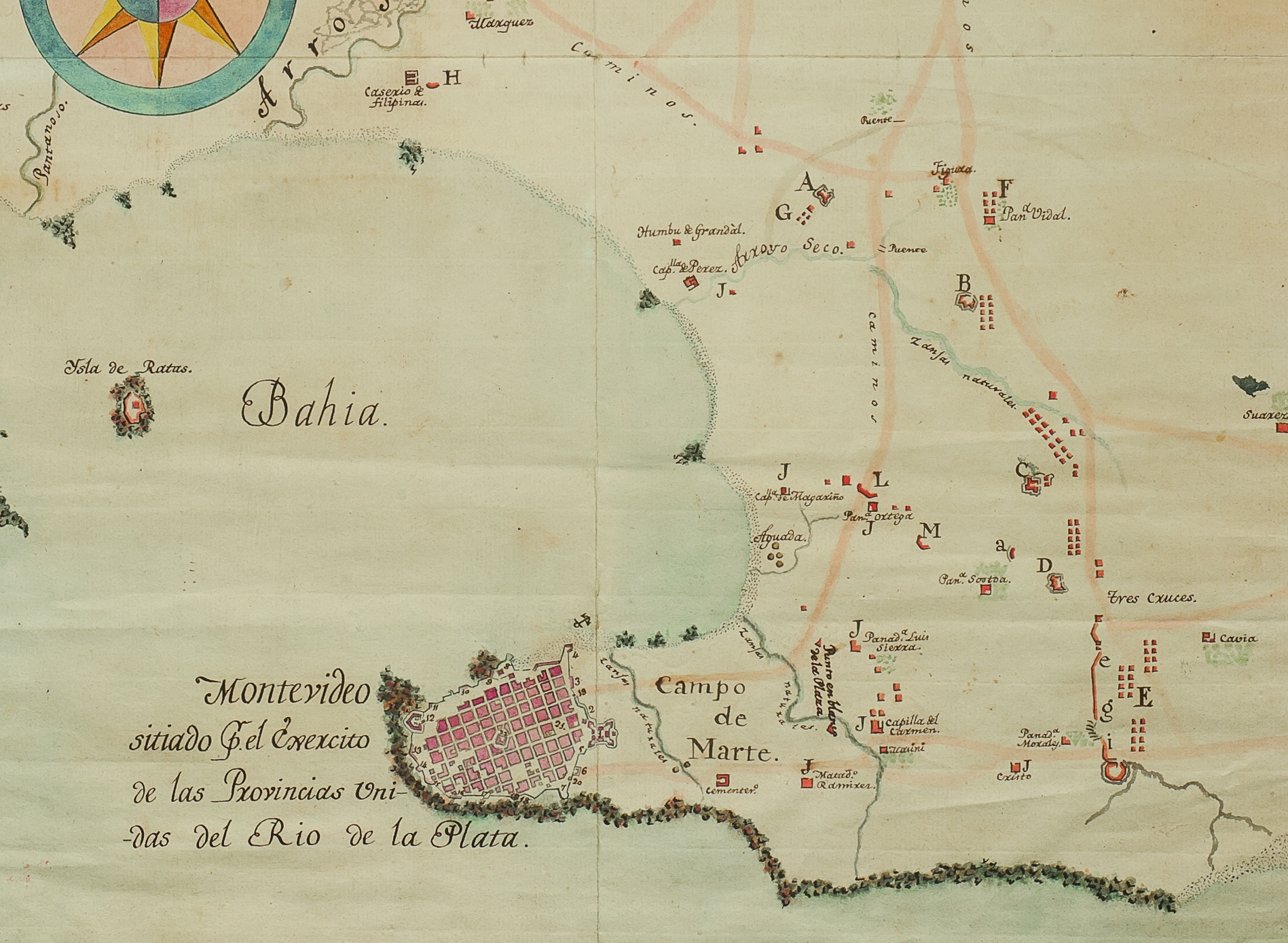
Montevideo.

Ante los reclamos se anuló la operación y la causa se agregó al sumario iniciado contra Larrea y White.
En octubre fue trasladada a Barracas y en noviembre quedó bajo custodia de la Subdelegación de Marina de Barracas. En una nueva subasta fue vendida al poderoso comerciante Diego Brittain y volvió a operar como mercante.